# 大磏镇
大磏镇，是中华人民共和国贵州省遵义市道真仡佬族苗族自治县下辖的一个乡镇级行政单位。

## 行政区划
大磏镇下辖以下地区：
大磏村、磏坝村、福星村、文家坝村和三元村。